# Pioneer–9
Pioneer–9 (angolul: úttörő) amerikai mesterséges bolygó, amelyet a Pioneer-program keretében indították a Mars körzetébe, bolygóközi szonda.

## Küldetés
Kutatási cél a Föld és a Mars közötti tér kozmikus sugárzás intenzitásának mérése, a bolygóközi tér és a napszél tanulmányozása, a rádióhullámok terjedésének vizsgálata.

## Jellemzői
1968. november 8-án a Air Force Missile Test Center indítóállomásról egy Delta-E1
hordozórakétával, direkt módszer alkalmazásával indították.
Hasznos tömege 63,5 kilogramm. Műszerrekesze egy 94 centiméter átmérőjű és 93 centiméter magas henger. Az energiaellátást a testre szerelt napelemekkel kombinált akkumulátorok biztosították. A szonda forgásstabilizált, 60 fordulat/perc. Műszerei: háromtengelyű magnetométer, kozmikus sugárzás-teleszkóp, elektrosztatikus analizátor, rádióvevő. A mérések eredménye négyféle adathordozó segítségével, tárolt illetve közvetlen formában érkezett a Földre. A műszerrekeszből három stabilizáló rúd nyúlik ki, az egyiken magnetométer található. Az alsó fedőlapra van szerelve az irányítható antenna.

## TTS–2
TTS, TETR, TATEK (Test And Training Satellite) kicsi, mágnesesen stabilizált műhold. Az orbitális egység pályája 97.78 perces, 32.87 fokos hajlásszögű, elliptikus pálya perigeuma 378 kilométer, az apogeuma 940 kilométer volt. 1970. november 30-án egy kis pályamódosítást hajtottak végre, eredményeként az orbitális egység pályája 96.63 perces, 32.87 fokos hajlásszögű, elliptikus pálya perigeuma 365 kilométer, az apogeuma 839 kilométer volt. Hasznos tömege 20 kilogramm. Az Apolló-program követőállomásainak ellenőrző teszt egységeként szolgált. Formája oktaéder, energiaellátását a testre szerelt napelemlapocskák és a nikkel-kadmium elemek biztosították. Energiája egy 9,5 wattos válaszadó készüléket táplált. Az űregységet a Thompson Ramo Wooldridge (TRW) vállalat építette. 3967 nap után, 1979. szeptember 19-én volt az utolsó kapcsolat.

## Külső hivatkozások
- Pioneer–9. skyrocket.de. (Hozzáférés: 2012. december 30.)
- Pioneer–9. skyrocket.de. (Hozzáférés: 2012. december 30.)
- Pioneer–9. lib.cas.cz. [2013. október 13-i dátummal az eredetiből archiválva]. (Hozzáférés: 2012. december 30.)

| Elődje: Pioneer–8 | Pioneer-program 1965–1978 | Utódja: Pioneer–10 |